# Heinrich Nauen
Heinrich Nauen (Krefeld, 1 de junho de 1880—Kalkar, 26 de novembro de 1940) foi um pintor expressionista alemão, membro do grupo renano junto a August Macke, Heinrich Campendonk, Wilhelm Morgner, Franz Henseler, Paul Adolf Seehaus.
Estudou em Düsseldorf (1898) e Stuttgart (1899-1902). Entre 1902 e 1905 residiu na Bélgica, mudando-se para Berlim em 1906.
Em 1921 foi designado professor da Academia de Belas Artes de Düsseldorf, sendo destituído em 1937 pelos nazistas. Influenciado por Matisse, pintou grandes telas caracterizadas pela abundância de figuras, com um aspecto sereno e harmonioso.